# New Lisbon
New Lisbon (ungefär Nya Lissabon) är en kommun (town) i Otsego County i delstaten New York.

## Geografi
Enligt United States Census Bureau har kommunen en yta på 115,7 kvadratkilometer. Av detta är 115,3 kvadratkilometer land och 0,4 kvadratkilometer vatten (0,31 procent av ytan är täckt av vatten).

## Demografi
Det finns 1 116 invånare[när?], 431 hushåll och 309 familjer i kommunen. Befolkningstätheten är 9,7/km².  